# FK Dinamo Tbilisi
Dinamo Tbilisi gruzijski je nogometni klub iz Tbilisija. 
Osnovan je 1. rujna 1925. godine. Poznati igrači koji su nastupali za ovaj klub među ostalim su: Kaha Kaladze, Levan Kobiašvili, Šota Arveladze, Temuri Kecbaia i Giorgi Demetradze. Dinamo Tbilisi trenutno se natječe u Erovnuli Ligi, u najjačem razredu gruzijskog nogometa.

## Uspjesi

### Domaći uspjesi
- Sovjetska liga
  - Prvak (2): 1964., 1978.
  - Doprvak (5): 1939., 1940., 1951., 1953., 1977.

- Erovnuli Liga
  - Prvak (19): 1990., 1991., 1992., 1993., 1994., 1995., 1996., 1997., 1998., 1999., 2003., 2005., 2008., 2013., 2014., 2016., 2019., 2020., 2022.
  - Doprvak (10): 2004., 2006., 2007., 2009., 2010., 2011., 2017., 2018., 2021., 2023.

- Sovjetska druga liga
  - Prvak (1): 1935.

- Sovjetski nogometni kup
  - Pobjednik (2): 1976., 1979.
  - Finalist (6): 1936., 1937., 1946., 1960., 1970., 1980.

- Gruzijski nogometni kup
  - Pobjednik (13): 1992., 1993., 1994., 1995., 1996., 1997., 2003., 2004., 2009., 2013., 2014., 2015., 2016.
  - Finalist (2): 1998., 2010.

- Gruzijski nogometni superkup
  - Pobjednik (8): 1996., 1997., 1999., 2005., 2008., 2014., 2015., 2021.
  - Finalist (4): 1998., 2009., 2013., 2020.

### Europski uspjesi
- Kup pobjednika kupova
  - Prvak (1): 1980./81.

- Kup ZND-a
  - Pobjednik (1): 2004.
  - Finalist (1): 1995.

## Poznati igrači
- Boris Paičadze
- Avtandil Gogoberidze
- Šota Iamanidze
- Tengiz Sulakvelidze
- Vitali Darašelija
- Vladimir Gucajev
- David Kipiani
- Miheil Meshi
- Ramaz Šengelia
- Aleksandre Čivadze
- Slava Metreveli
- Murtaz Hurcilava
- Kahaber Kaladze
- Levan Kobiašvili
- Šota Arveladze
- Giorgi Demetradze
- Temuri Kecbaia
- Giorgi Kinkladze

## Vanjske poveznice
- službene stranice